# Coigüe
El coigüe (< mapudungun koywe), també de nom comú coihue o roble (Nothofagus dombeyi), és un arbre de fulla persistents que creix al centre i sud de Xile, entre la VI i la XII regió, des dels 35 a 47° latitud sud, i des del nivell del mar fins als 1200 m d'altitud als Andes. També creix al sud-oest de l'Argentina, al sud del paral·lel 38° S; també és present al sud de la Isla Grande de Terra del Foc i zones properes al Canal de Beagle.

## Descripció

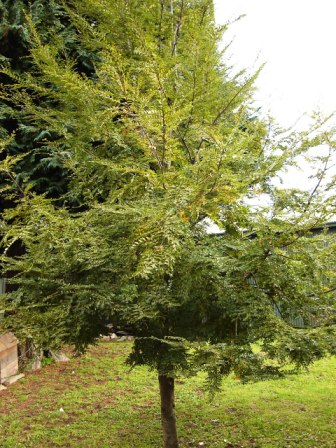
Arbre jove

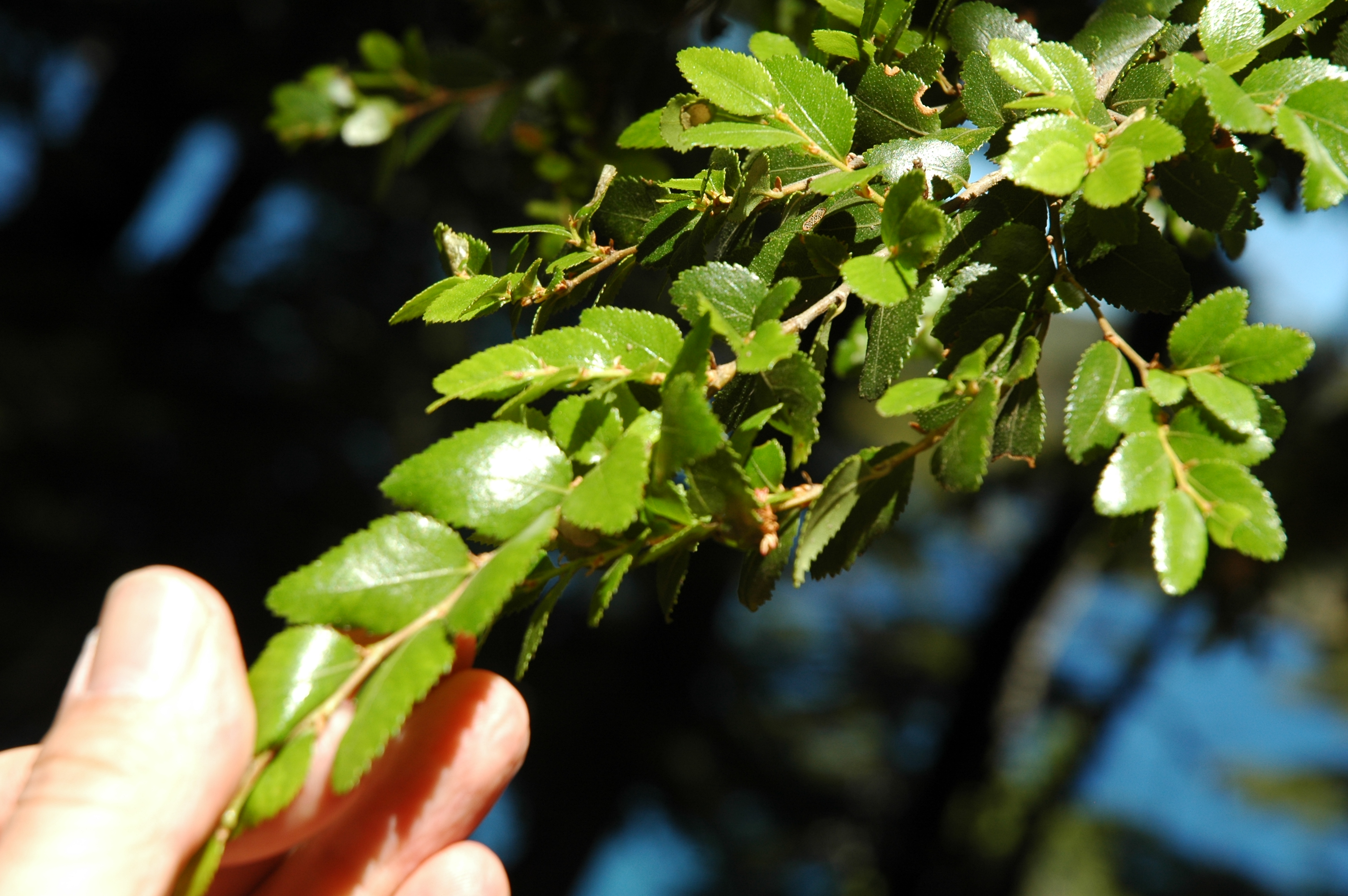
Fulles

És un arbre frondós, de copa alta, estratificada i port gran, pot atenyer els 45 metres. L'escorça és lleugerament fisurada o un poc rugosa i de color bru grissós. Les fulles són alternes, perennes i coriàcies, de forma lanceolada, marge serrat i d'uns 2-3 per 1-1,5 centímetres. L'anvers de la fulla és de color verd obscur llustrós mentre que el revers és més clar i lleugerament pubescent. Les flors són poc vistoses de color verd i fan menys de 5 mm de llargada, floreix afinals de primavera i són pol·linitzades pel vent. Té fruits petits. La seva fusta és similar a la del roure.

## Usos
La seva fusta és de qualitat intermèdia. És fàcil de treballar i té un color rosat. La seva fusta ha estat utilitzada històricament pels indígenes per a la construcció de canoes o fer instruments. Actualment s'utilitza en l'elaboració de mobles i la construcció. A les Illes britàniques i costa nord del Pacífic dels Estats Units es fa servir com planta ornamental.
Antigament els amerindis (Yamanas) n'utilitzaven l'escorça per a fer les canoes i la seva fusta per a la construcció.

## Taxonomia
Nothofagus dombeyi va ser descrita per (Mirb.) Oerst. i publicat a Bidr. Egefam. 24 1872.
Etimologia
Nothofagus: nom del gènere compost de les paraules del grec notho = "fals" i Fagus = "faig", per tant, "faig fals".
dombeyi: epítet específic atorgat en honor del botànic Joseph Dombey.
Sinònims
- Nothofagus dombeyi (Mirb.) Blume
- Fagus dombeyi Mirb., Mém. Mus. Hist. Nat. 14: 467 (1827).
- Fagus dombeyi var. microphylla Phil., Anales Univ. Chile 91: 516 (1895).[8][9]